# Челищев, Павел Фёдорович
Па́вел Фёдорович Че́лищев (21 сентября [3 октября] 1898, с. Дубровка, Калужская губерния — 31 июля 1957, Гроттаферрата, Италия) — русский художник из рода Челищевых. Представитель сюрреализма.

## Биография
Родился в селе Дубровка (ныне в Думиничском районе Калужской области). Отец — калужский помещик Федор Сергеевич Челищев (1859, Москва — 1942, Лозовая), математик по образованию — познакомил Павла Челищева с геометрией Николая Лобачевского, которая привела будущего художника к идее «внутренней мистической перспективы». Видя тягу сына к живописи, выписал журнал «Мир искусства». Существует легенда, что ранние пейзажи Дубровки показали[кто?][когда?] Константину Коровину, лаконично выразившему свою оценку: «Мне нечему его учить. Он уже художник».
Согласно Константину Кедрову, в 1918 году многодетная семья Челищева была погружена на подводу и выселена из родового имения по личному распоряжению Ленина. Павел Челищев оказался в Киеве, где в 1918 году посещал Академию художеств, а также учился в монастырской иконописной мастерской и брал уроки у Экстер и Мильмана. Был картографом в Добровольческой армии Деникина и вычерчивал укрепления Перекопского перешейка.

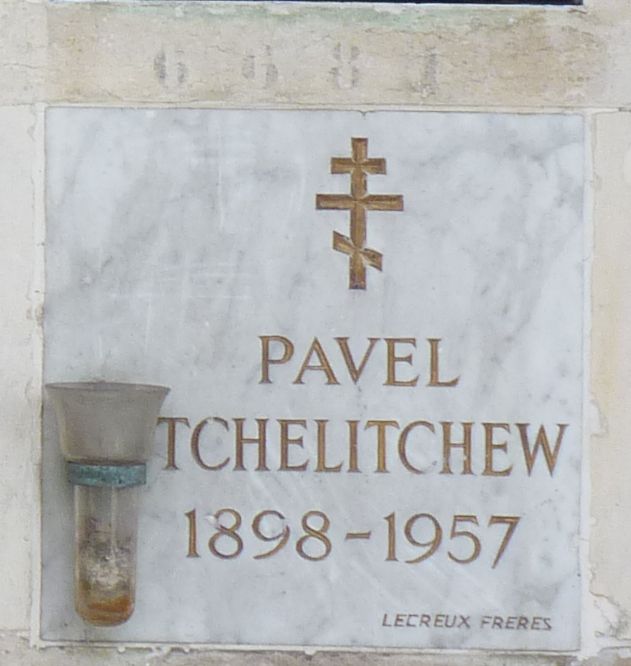
Могила Павла Челищева на кладбище Пер-Лашез

Эмигрировал в 1920 году и через в Стамбул и Болгарию попал в Берлин, где, согласно данным А. Н. Попова, готовил декорации для Русского романтического театра Бориса Романова. Оформлял совместно с Ксенией Богуславской спектакли в театре "Синяя птица" у Якова Южного.  Из Берлина в 1923 году переехал в Париж, где стал театральным художником труппы Сергея Дягилева. Познакомился с Гертрудой Стайн и Эдит Ситуэлл, знаменитой английской поэтессой. Перед войной эмигрировал в США со своим партнёром Чарльзом Генри Фордом (братом актрисы Рут Форд). Там он достиг мировой славы как живописец, рисовал декорации и костюмы для постановок Джорджа Баланчина и Артура Остина. В 1942 году получил американское гражданство. В США вместе с единомышленниками организовал сюрреалистическую группировку «Неоромантизм». С 1940 по 1949 год рисовал иллюстрации для журнала View, издаваемого Фордом и Тайлером Паркером.
В 1948 году уединился в Италии на вилле Фраскати. Переписывался с сёстрами Варварой Зарудной — кремлёвской учительницей литературы, Марией Клименко, репрессированной и вернувшейся из мест заключения, и двоюродным внуком — поэтом Константином Кедровым.
Художник не входил в группу сюрреалистов, однако в его творчестве доминировали мотивы трансформации и метаморфозы. Его самая известная работа — «Прятки» (1940—1942). На творчество художника повлияло его восхищение цирковыми «уродцами» и посещение выставки человеческих аномалий на 14-й улице Манхэттена.
Челищев умер в 1957 году от инфаркта, принятого за воспаление лёгких, и был вначале похоронен на паперти православной обители в Италии во Фраскати. Затем его сестра Александра Заусайлова (Челищева) перезахоронила его прах во Франции на кладбище Пер-Лашез, но первое место захоронения тоже сохранено.
Со смертью художника его творчество было почти забыто, и лишь появление книги Линкольна Кирштейна «Павел Челищев» (1994) вновь возродило интерес к этому яркому мастеру. По предположению ряда исследователей, его называли в качестве вероятного прототипа русского художника-эмигранта Всеволода Романова, персонажа романа Владимира Набокова «Дар» (см. «Футболист (Набоков)»).

## Творчество
Смысл своего творчества художник раскрыл в письме 1947 года из Нью-Йорка к сестре, кремлёвской учительнице Варваре Федоровне Зарудной (Челищевой), преподававшей литературу дочери Сталина Светлане Аллилуевой (письма художника переданы в РГАЛИ Ф.3132 его внучатым племянником Константином Кедровым). Согласно взглядам художника, мистическая перспектива отличается от леонардовской тем, что мир видится не изнутри вдаль, а одновременно в смешении многих проекций сверху-снизу, изнутри-снаружи. Челищев утверждал, что ещё в 1920-х годах нашёл универсальный модуль таких проекций и применил их в последних спектаклях труппы Русский балет Дягилева в Париже и в Лондоне, главные партии в которых в частности исполнял Сергей Лифарь — балетах «Ода» на музыку Николая Набокова в постановке Леонида Мясина (1928) и «Блудный сын» (1929). Открытие художника высоко оценили Эдит Ситуэлл и Гертруда Стайн, считавшая Челищева столь же гениальным, как Пабло Пикассо. Пресса и критика отнеслась к сценическому прозрению скептически. В одном из последних писем из Италии Константину Кедрову Челищев особо отмечает строки начинающего поэта: «Я вышел к себе через-навстречу — от. И ушёл под, воздвигая над». Художник узнаёт здесь свою мистическую перспективу. В настоящее время Челищев расценивается как основатель мистического реализма, а его картина «Феномен» свидетельствует о том, что автора можно считать основателем сюрреализма, создавшего это направление в живописи за 9 лет до Сальвадора Дали.
Мясин писал в мемуарах об оформительской работе Челищева балета «Достославнейшее видение», как об одном из его лучших сценических решений. Живопись Челищева высоко ценили Дали и Пикассо, но её мировая известность началась с картины «Ищущий обрящет» (или «Каш-каш» — прятки), завершённой художником под впечатлением вести о рождении единственного продолжателя рода своего внучатого племянника Константина Кедрова в суровый 1942 год. Фигурка рождающегося младенца — символ продолжения рода Павла Челищева, не имевшего семьи и детей. Через 14 лет Челищев сообщил об этом в переписке своей сестре Варваре Зарудной и вернувшейся из Гулага Марии Федоровне Клименко. В 1942 на персональной выставке в Нью-Йорке у картины зрители простаивали часами. Дети искали там новые фигурки младенцев среди листвы. Рядом висела «Герника» Пикассо и во всех опросах «Каш-каш» опережала «Гернику» по популярности. Это была первая часть задуманного триптиха: «Чистилище — Ад — Рай». На картине изображено нутро рождающей материнской утробы, из которой головой вперед-книзу в расширяющейся перспективе вылетает младенец. Это внучатый племянник художника будущий поэт Константин Кедров. Утроба символизирует ствол Древа Жизни, дорогу, по которой шагает андрогин: его ступни олицетворяют корни, а кисти рук — крону. Крона уходит в синеву неба, а множество её листьев — младенческих голов — напоминает ангелочков Рафаэля в «Сикстинской Мадонне». Часть триптиха, изображающего чистилище («Ищущий обрящет» или «Каш-каш»), хранится в Музее современного искусства в Нью-Йорке.
Другая часть триптиха — ад — носит название «Феномена», создавалась с 1936 по 1938 год и ныне находится в зале № 20 Государственной Третьяковской галереи. Композиция этой части имеет пирамидальную форму. На переднем плане множество уродцев, внешне напоминающих исторических личностей и знакомых художника, поместившего себя в левом углу возле мольберта при создании картины с контурами повешенного темнокожего человека. У входа в пирамиду сидит Гертруда Стайн и вяжет покров Изиды. Младенец с теннисной ракеткой — Пётр Великий, внизу — Игорь Стравинский, балет которого «Орфей» Челищев оформлял в 1947 году. Стравинский упоминал Павла Челищева в своих воспоминаниях. По завещанию Челищева эту часть триптиха в 1962 году привёз в дар Третьяковке американский импресарио Линкольн Кирштейн. До середины 1990-х годов картина находилась в запасниках музея и не выставлялась.
Третья часть триптиха состоит из цикла «Ангелические портреты», описывает рай и состоит из множества «прозрачных» портретов с отображением анатомического строения, постепенно переходящих в серию сияющих структур и кристаллов. Это тот самый модуль мира, который всю жизнь в себе и в других искал Челищев. Ключевая картина этого цикла «Апофеоз» ныне приобретена частным коллекционером и находится в Москве.
Зимой 2007 года в галерее «Наши художники» на Рублёвке состоялась первая выставка Павла Челищева в России, на которой выставлялся ряд картин из наследства Константина Кедрова, полученного в начале 1970-х годов. Среди них — знаменитый автопортрет художника маслом и чрезвычайно редкие пастельные портреты его сестер Софи и Марии, выполненные юным Челищевым в 1914 году в Дубровке. Другие пастели были переданы К. Кедровым в Русский музей в 1986 году. Работы Челищева также хранятся в Нью-Йорке в частных коллекциях Розенфельда, Майкла Кроуэла и Лукаса.
30 сентября 2008 года в Русском Зарубежье состоялась презентация фильма «Нечётнокрылый Ангел» по сценарию К. Кедрова и Н. Зарецкой, режиссёр Ирина Бессараб, ведущий К. Кедров. С помощью труппы «Кремлёвский балет» воссоздан балет «Ода» с оформлением Челищева.
В 2018 году KGallery в Санкт-Петербурге показывала работу «Концерт» из частной коллекции, приобретенную на аукционе Christie’s. Позже по инициативе KGallery, работы художника демонстрировались на выставках «Русские парижане» в Екатеринбургском музее изобразительных искусств, «Три Петербургские коллекции» в Государственном Русском музее.

## Использованные источники
- Кедров К. А. Как рождаются Ангелы // Параллельные миры. — М.: АиФпринт, 2001.
- Кедров, Константин. Вещи лечь Челищев // Независимая газета : Ежедневная общественно-политическая газета. — 2008. — 4 декабря.
- Челищев Павел Федорович. Государственная Третьяковская галерея. Дата обращения: 8 апреля 2017. Архивировано из оригинала 9 апреля 2017 года.
- Челищев Павел Федорович. Феномен. Государственная Третьяковская галерея. Дата обращения: 8 апреля 2017. Архивировано из оригинала 16 мая 2017 года.